# 鷹野祐希
鷹野 祐希（たかの ゆうき、2月21日 - ）は、日本の小説家。『開静のとき』で第6回ホワイトハート大賞佳作入選。『開静のとき』を『傀儡覚醒』に改題しホワイトハートでデビュー。

## 主な活動
商業で小説を執筆する傍ら、文芸同人活動を行っておりコミックマーケット等に参加しオリジナル作品を製作発表している。

### ホワイトハート作品リスト

#### 傀儡シリーズ
- 傀儡覚醒
- 傀儡喪失
- 傀儡迷走
- 傀儡自鳴
- 傀儡解放

#### FW（フィールドワーカー）シリーズ
- 猫の棲む島

### 富士見ミステリー文庫作品リスト

#### ぼくのご主人様!?シリーズ
- ぼくのご主人様!?1～5

### GA文庫作品リスト

#### 秋津島シリーズ
- 秋津島1 斎なる神のしもべ
- 秋津島2 惑いし宿命の乙女
- 秋津島3 神ながら人ながら

#### その他
- S.P.A.T.!

### ビーンズ文庫リスト
- 眠れる女王　ラクラ=ウリガに咲く夢

### 同人作品リスト
- 砂伝奇譚シリーズ
- 異次元旅館へようこそ！シリーズ